# Comuna de Masłowice

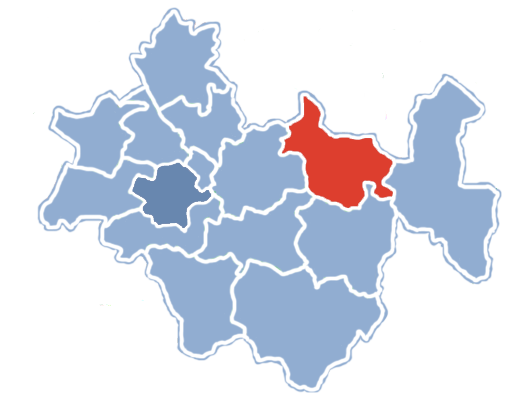
localização da comuna de Masłowice, condado de Radomszczański

Masłowice (polaco: Gmina Masłowice) é uma gminy (comuna) na Polónia, na voivodia de Lodz e no condado de Radomszczański. A sede do condado é a cidade de Masłowice.
De acordo com os censos de 2004, a comuna tem 4416 habitantes, com uma densidade 38 hab/km².

## Área
Estende-se por uma área de 116,2 km², incluindo:
- área agricola: 72%
- área florestal: 16%

## Demografia
Dados de 30 de Junho 2004:
|                      | Total   | Total | Mulheres | Mulheres | Homens  | Homens |
| -------------------- | ------- | ----- | -------- | -------- | ------- | ------ |
|                      | pessoas | %     | pessoas  | %        | pessoas | %      |
| População            | 4416    | 100   | 2223     | 50,3     | 2193    | 49,7   |
| Densidade (pop./km²) | 38      | 100   | 19,1     | 19,1     | 18,9    | 18,9   |

De acordo com dados de 2002, o rendimento médio per capita ascendia a 1155,45 zł.

## Comunas vizinhas
- Gorzkowice, Kobiele Wielkie, Kodrąb, Łęki Szlacheckie, Przedbórz, Ręczno, Wielgomłyny